# Política Nacional de Atenção Básica
A Política Nacional de Atenção Básica (PNAB) estabelece diretrizes e normas para a organização da Atenção Primária à Saúde (APS) no âmbito do Sistema Único de Saúde (SUS), em todo o território brasileiro. Em 2003, o Ministério da Saúde formou um grupo de trabalho para elaborar uma política nacional que revisasse e consolidasse a regulamentação do setor que estava dispersa, contribuindo para a otimização dos gastos públicos. A primeira PNAB foi publicada em 2006, no contexto do Pacto pela Saúde, um compromisso pela consolidação do SUS firmado entre os gestores dos três níveis (federal, estadual e municipal). 
A PNAB 2006 reafirma a Estratégia Saúde da Família (ESF) como o modelo prioritário para a reorganização da APS no Brasil e traz, entre outras, recomendações para a organização do processo de trabalho, a composição das equipes, as atribuições de cada categoria profissional e o financiamento do sistema. No texto, também são incorporados os atributos da APS propostos por Barbara Starfield: primeiro contato, longitudinalidade, integralidade, coordenação, orientação para a comunidade, centralidade na família e competência cultural.
Uma revisão da PNAB foi publicada em 2011 e trouxe algumas mudanças em relação ao texto anterior, como a flexibilização da carga horária dos médicos, a introdução de novas possibilidades de composição das equipes e o  Programa Nacional de Melhoria do Acesso e da Qualidade da Atenção Básica (PMAQ-AB). A partir de 2015, tem início um movimento para uma nova atualização da PNAB, cujo direcionamento foi influenciado pela instabilidade política do governo Dilma Rousseff, que culminou em seu impeachment, em 2016. Apesar dos questionamentos dos movimentos sociais, de acadêmicos e trabalhadores do SUS, a nova PNAB foi publicada em 2017, aumentando as atribuições dos agentes comunitários de saúde (ACS) e reduzindo o seu quantitativo por equipe.